# میرادولو ترمه
میرادولو ترمه (به ایتالیایی: Miradolo Terme) یک کومونه در ایتالیا است که در استان پاویا واقع شده‌است. میرادولو ترمه ۹٫۶ کیلومتر مربع مساحت و ۳٬۳۲۶ نفر جمعیت دارد.